# Белопопци
Белопопци е село в Западна България. Намира се на 30 км от София, в Община Горна Малина, Софийска област. То е средно по големина село. Съседното село е Априлово.

## География
Белопопци е сравнително планинско село. Селото е с хубава природа и хубави гледки.

## Обществени институции
- Детска градина, начално училище „Отец Паисий“, читалище „Съзнание“.

## Културни и природни забележителности
- Манастир „Свети пророк Илия“.

## Личности
- Христо Илчов – (неизв.) – народен певец, живял в годините около Освобождението

## Редовни събития
Всяка година на 20 юли се състои събор по случай Свети пророк Илия – Илинден.

## Други
- Манастир „Свети Илия“
- Изходът на селото
- Църквата на Белопопци
- Военният паметник в западния край на селото